# تحرير مناعي
التحرير المناعي أو الإشراف المناعي هي عملية ديناميكية تتكون من الترصد المناعي وتَقَدُّم الورم. وهي تتشكل من ثلاثة أطوار: طور الإزالة وطور الاتزان وطور الإفلات.